# Анішхірі
Анішхі́рі (рос. Анишхири, чув. Энĕшхĕрри) — присілок у складі Цівільського району Чувашії, Росія. Входить до складу Чирічкасинського сільського поселення.
Населення — 65 осіб (2010; 66 у 2002).
Національний склад:
- чуваші — 100 %